# Curtis Johnson
Curtis Johnson (16 de fevereiro de 1985, Lauderhill, Flórida) é um ex jogador de futebol americano que atua na posição de defensive end na National Football League. Assinou um contrato com os Indianapolis Colts indo para lá como undrafted free agent em 2008 e jogou no college football pela Clark Atlanta University. Até agora em sua carreira, Curtis fez 5 tackles e 1 sack.